# 로마노스 2세
로마노스 2세(그리스어: Ρωμανός Β΄ , 938년 - 963년 3월 15일)는 959년부터 963년까지 동로마 제국의 황제였다. 별칭 포르피로옌니토스는 아버지와 마찬가지로 정식 황태자라는 의미이다.

## 생애
콘스탄티노스 7세와 로마노스 1세의 딸인 엘레니의 아들로 959년 아버지가 죽자 20살에 동로마 제국의 황제가 되었다. 어려서 그는 이탈리아의 우고의 딸과 결혼하였으나 곧 홀아비가 되었고 956년 펠로폰네소스의 여관집 딸 테오파노와 결혼하였다.
로마노스와 테오파노는 아버지의 추종자들에 대한 무자비한 숙청을 감행하고 시어머니 엘레니와 다섯 명의 시누이를 황궁에서 쫓아내었다. 그러나 유능한 시종장 바실리오스와 요세포스 브링가스는 유임되었다.
로마노스의 치세에 유명한 장군 니키포로스 포카스는 960년부터 대군을 이끌고 크레타를 상륙 공격하여 9개월에 걸친 공방전 끝내 칸디아를 수복하고 크레타의 비잔티움 영토를 회복했다. 콘스탄티노폴리스로 돌아와 개선한 이후 포카스는 곧바로 그는 동부전선으로 보내져 962년에 킬리키아와 알레포를 수복하였다.
로마노스는 963년 3월 15일에 갑자기 죽었는데 황후 테오파노가 독살했다는 소문이 돌았다. 그의 아들 바실리오스와 콘스탄티노스는 아직 어렸기 때문에 섭정단이 구성되었고 브링가스와 황후, 니키포로스의 권력투쟁 끝에 니키포로스가 황제가 되었다.
| 전임 콘스탄티노스 7세 (913 - 959) | 동로마 제국의 황제 959년 - 963년 | 후임 니키포로스 2세 (963 - 969)) |

## 같이 보기
- 동로마 황제
- 존 줄리어스 노리치